# Basile Vatatzès

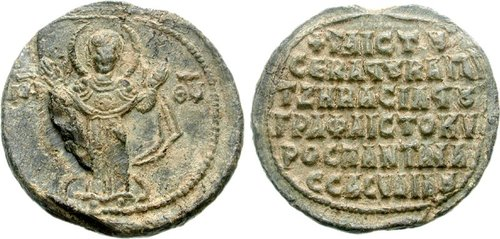
Sceau de Basile Vatatzès.

Basile Vatatzès (en grec : Βασίλειος Βατάτζης, mort en 1194) était un aristocrate et général byzantin, père de Jean Vatatzès et par la même père du fondateur de la maison impériale des Vatatzès.

## Biographie
Les Vatatzès sont une famille noble d’Andrinople qui donna plusieurs généraux à l’Empire. Il y eut plusieurs branches de cette famille dont certains se marièrent avec la famille impériale des Comnène.
Basile, lui, provient certainement d’une branche cadette des Vatatzès. Il s’est marié à une fille dont le nom n'est pas connue d'Isaac Ange Doukas, l'oncle de l'empereur Isaac II Ange. De ce fait, Basile Vatatzès était marié à une cousine de l'empereur et fut nommé par celui-ci domestique d'Orient et doux du thème des Thracésiens en Asie Mineure.

### Révolte de Théodore Mancaphas
Basile Vatatzès parvint à réprimer la révolte de l'usurpateur Théodore Mancaphas. Ce dernier lança sa rébellion vers 1188 quand il se proclama empereur de Philadelphie, s'opposant en cela à Isaac II Ange,. Après quelques escarmouches, Théodore fut assiégé par les troupes impériales dirigées par Isaac lui-même en juin 1189. L'empereur accepta de pardonner Mancaphas dès lors que celui-ci se soumit à lui et abandonna ses prétentions au trône. Il fut aussi autorité à rester gouverneur de Philadelphie,.
Toutefois, vers 1193 (ou peut-être dès 1190), alors qu'il était doux des Thracésiens et domestique de l'Est (voire grand domestique de l'armée byzantine, Basile Vatatzès fut envoyé combattre Théodore Mancaphas qui se rebella de nouveau. Finalement, Vatatzès parvint à mettre un terme à ce soulèvement et contraignit l'usurpateur à fuir auprès des Seldjoukides à Iconium.

### Rébellion bulgare
Quelque temps avant 1193, Basile Vatatzès fut nommé domestique d'Occident à Andrinople. Sa mission première était de mettre un terme aux incursions des Bulgares depuis le nord des Balkans vers les thèmes européens de l'empire.
En 1193, il refusa d'apporter un soutien militaire à son beau-frère Constantin Ange Doukas, cousin de l'empereur et commandant des armées byzantines à Philippopolis, lorsqu'il décida de se nommer empereur et de marcher depuis Andrinople vers la capitale Constantinople. Peu avant d'atteindre Andrinople, l'usurpateur fut trahi par ses partisans et dut se soumettre à Isaac II Ange qui lui accorda son pardon.
En 1194, Basile Vatatzès dirige une armée byzantine conjointement avec Alexis Gidos pour stopper les Bulgares. Il fut tué en combattant lors de la bataille d'Arcadiopolis.

## Famille
Il était très probablement le père de Jean III Doukas Vatatzès, le futur empereur de Nicée et du sébastocrator Isaac Doukas Vatatzès.